# هیرومیتسو هوریکه
هیرومیتسو هوریکه (انگلیسی: Hiromitsu Horiike؛ زادهٔ ۲۴ مهٔ ۱۹۷۱) بازیکن فوتبال اهل ژاپن است.
از باشگاه‌هایی که در آن بازی کرده‌است می‌توان به باشگاه فوتبال توکیو اشاره کرد.